# تپه چیا ولکه
تپه چیا ولکه مربوط به عصر مس و سنگ - مفرغ است و در شهرستان دالاهو، بخش مرکزی، دهستان حومه، ۲/۷ کیلومتری شمال شرق روستای گاودانه خور واقع شده و این اثر در تاریخ ۲۷ اسفند ۱۳۸۶ با شمارهٔ ثبت ۲۲۳۲۱ به‌عنوان یکی از آثار ملی ایران به ثبت رسیده است.